# Almașu Mare
Almașu Mare là một xã thuộc hạt Alba, România. Dân số thời điểm năm 2002 là 1688 người.